# Pirinsko

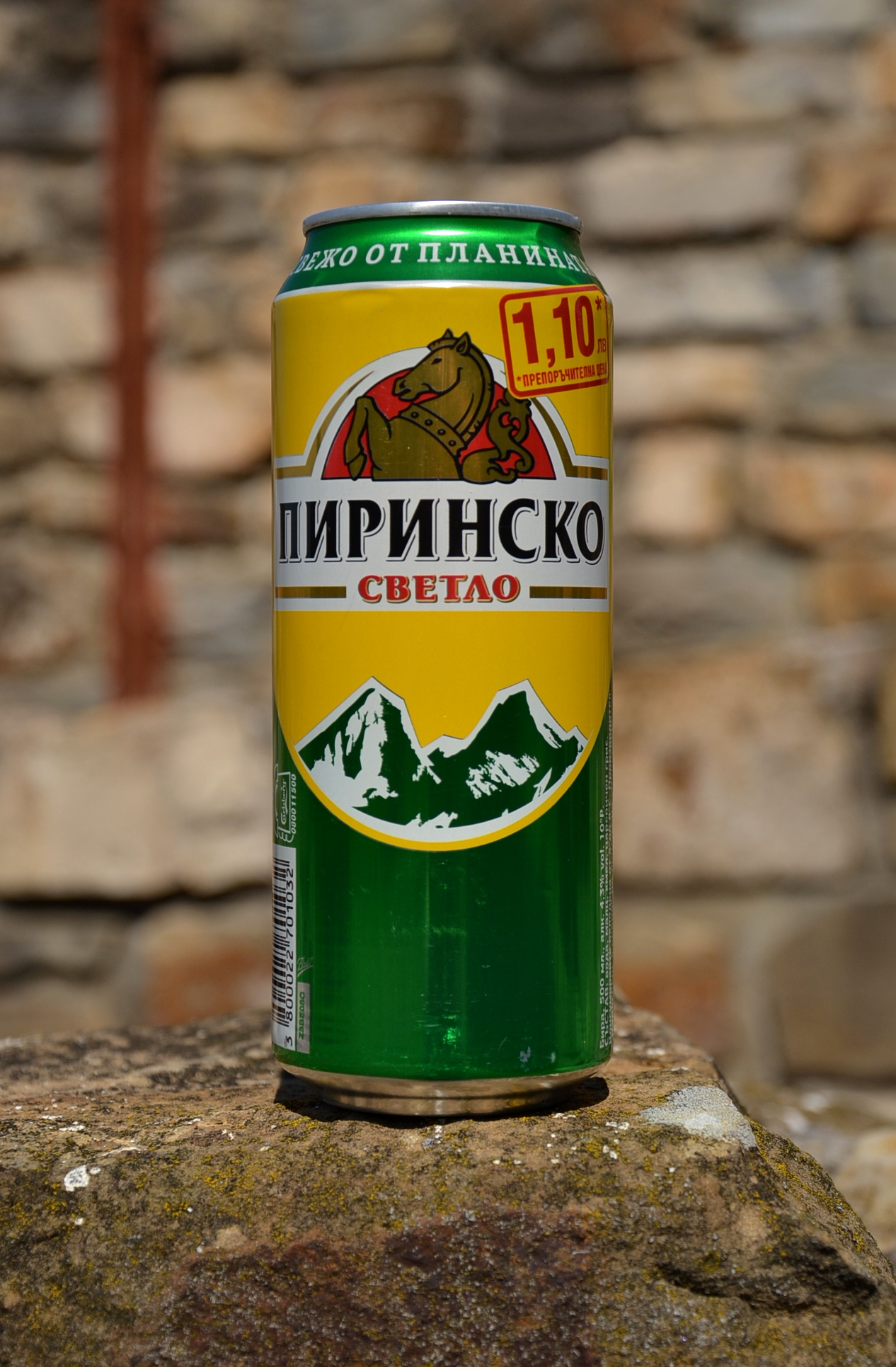
Puszka piwa Pirinsko

Pirinsko (bułg. Пиринско) - marka bułgarskiego piwa.
W 1967 roku powstał browar w miejscowości Błagojewgrad, który w 1971 roku rozpoczął produkcję piwa pod nazwą Pirinsko pivo (Пиринско пиво) - nazwa pochodzi od pasma gór Piryn (Pirin), drugiego najwyższego w kraju.
W 2002 roku browar został przejęty przez grupę Carlsberg, która zmodernizowała zakład oraz zmieniła wygląd etykiet butelek i puszek.
Obecnie w sprzedaży dostępne jest jedynie Pirinsko swetło (Пиринско светло) - piwo jasne, o zawartości ekstraktu 10% oraz zawartości alkoholu 4,3%; sprzedawane jest w butelkach szklanych, PET oraz w puszkach. W przeszłości na rynku można było kupić także piwo ciemne (Пиринско тъмно) oraz specjalne (Пиринско специално).
Browar jest sponsorem klubu piłkarskiego Pirin Błagojewgrad.